# كاتيا كيبينج
كاتيا كيبينج (بالألمانية: Katja Kipping)‏ ولدت في 18 كانون الثاني/يناير 1978، هي سياسية ألمانية ورئيسة الحزب اليساري الألماني وعضو في البوندستاغ (البرلمان الألماني).

## النشأة
ولدت كيبينج في درسدن ودرست هناك وبعد حصولها على الشهادة الدراسية اللازمة عام 1996 توجهت للعمل الاجتماعي التطوعي في غاتتشينا بروسيا حيث عملت هناك قرابة السنة قبل أن تعود لبلادها الأم وتواصل مشوارها الدراسي حيث حصلت على شهادة البكالوريوس في الدراسات السياسية كما درست القانون العام في جامعة دريسدن التقنية والتي وحصلت منها على درجة الماجستير في عام 2003.
تعيش كاتيا كيبينج حاليا متنقلة بين العاصمة الألمانية برلين ومدينتها الأم درسدن، حيث تقطن هناك رفقة زوجها وابنتها الوحيدة.

## المسيرة المهنية
خلال فترة دراستها في جامعة دريسدن للتقنية كانت كايتا كيبينج متعلقة بشدة بما يُعرف «بمكتب الاحتجاج»، ثم أصبحت فيما بعد عضوة في حزب الاشتراكية الديمقراطية (PDS) قبل أن تلتحق بحزب اليسار عام 1998 وتتقلد منصبا مهما فيه وتُصبح إحدى رواده.
في تموز/يوليو 2003 شغلت كاتيا كيبينج منصب نائب رئيس حزب الاشتراكية الديمقراطية كما ركزت داخل الحزب على تعزيز معنى «الاجتماعي» فساهمت بشكل ملحوظ في الاتصال بباقي الحركات الاجتماعية وربط علاقات وطيدة معهم. في 16 حزيران/يونيو من العام 2007 أصبحت كيبينج من بين المتحدثين الرسميين باسم حزب اليسار الألماني السياسي كما انتُخبت كرئيسة للحزب بأغلبية ساحقة  لمدة خمس سنوات وذلك حتى 2 حزيران/يونيو 2012 كما واصلت تمثيل الحزب جنبا إلى جنب مع بيرند رايشينغر.

## عضو في البرلمان
شغلت كاتيا كيبينج منصب مستشارة مدينة دريسدن منذ عام 1999 حتى عام 2003. ومن سبتمبر 1999 إلى 2004 وهي مندوبة عن ولاية سكسونيا في برلمان الدولة، كما كانت المتحدثة باسم جمعية متهمة بالطاقة.
منذ عام 2005 وكيبينج عضو في البرلمان الألماني؛ حيث تُمثل حزب اليسار، كما سبق لها وأن ترشحت ضمن قائمة الحزب للظفر بمناصب مهمة في ولاية سكسونيا.
في البرلمان الألماني تُعتبر كاتيا المتحدث الرسمي (فيما يتعلق بالشؤون الاجتماعية) باسم حزب اليسار، ومنذ سنوات وهي تُدافع عن فكرة الدخل الأساسي في ألمانيا.
من 25 تشرين الثاني/نوفمبر 2009 حتى 26 أيلول/سبتمبر 2012، كانت كيبينج رئيسة لجنة العمل والشؤون الاجتماعية في البرلمان الألماني.

## روابط خارجية
- كاتيا كيبينغ على موقع IMDb (الإنجليزية)
- كاتيا كيبينغ على موقع مونزينجر (الألمانية)